# Хелмолд III (Шверин)
Хелмолд III фон Шверин (на немски: Helmold III Graf von Schwerin; * 1251; † сл. 1297) е граф на Шверин (1274 – 1295), Нойщат-Марниц.

## Произход и наследство
Той е син на граф Гунцелин III фон Шверин († 1274) и съпругата му фон Мекленбург († 1267), дъщеря на Хайнрих Борвин II († 1226). Брат е на Йохан фон Шверин († 1300), епископ на Рига (1294/95 – 1300), на граф Николаус I фон Шверин-Витенбург († 1323) и на Хайнрих II († 1267), граф на Шверин (1246 – 1267). 
През 1282 г. братята Хелмолд и Николаус поделят собствеността. Хелмолд III получава Бойценбург, Витенбург и Кривиц (линията Витенбург-Бойценбург) и Николаус I получава Шверин, Нойщат и Марниц (линията Шверин).

## Фамилия
Първи брак: Хелмолд III фон Шверин се сгодява на 23 ноември 1264 г. в Лауенбург и се жени между 9 юни 1266 и 5 февруари 1274 г. за Мехтилд Саксонска († 1274/1287), дъщеря на херцог Албрехт I от Саксония-Бернбург († 1260) и Хелена фон Брауншвайг-Люнебург († 1273). Те имат децата:
- Мехтхилд фон Шверин (* 1264/1265), омъжена за Йохан Ганз фон Перлеберг-Путлиц (* пр. 1275; † сл. 1295)
- Николаус II фон Шверин-Бойценбург († 1316), женен за Мерислава фон Рюген
- Хайнрих III фон Шверин († сл. 1332)
- Хайнрих III фон Шверин († 1332/1344)
- София фон Шверин-Люхов († 26 август 1353), омъжена 1283 г. за граф Бурхард IV фон Мансфелд-Кверфурт († 1355)
- Гюнцел IV/V фон Шверин († сл. 1307), граф на Шверин (1295 – 1307)
- Маргарета, монахиня в Царентин

Втори брак: през 1264 г. с фон Даненберг († сл. 1266). Бракът е бездетен.
Трети брак: пр. 1287 (1289) г. с Маргарета фон Шлезвиг († сл. 14 август 1313), дъщеря на херцог Ерих I фон Шлезвиг († 1272) и принцеса Маргарета фон Рюген († 1272). Те имат един син:
- Хайнрих III фон Шверин († 1344), граф на Шверин (1307 – 1344) и на Бойценбург-Цирвиц-Нойщат-Марниц (1298 – 1344), женен 1316 г. за Елизабет фон Холщайн († сл. 1332)